# Oscil·ladors MEMS

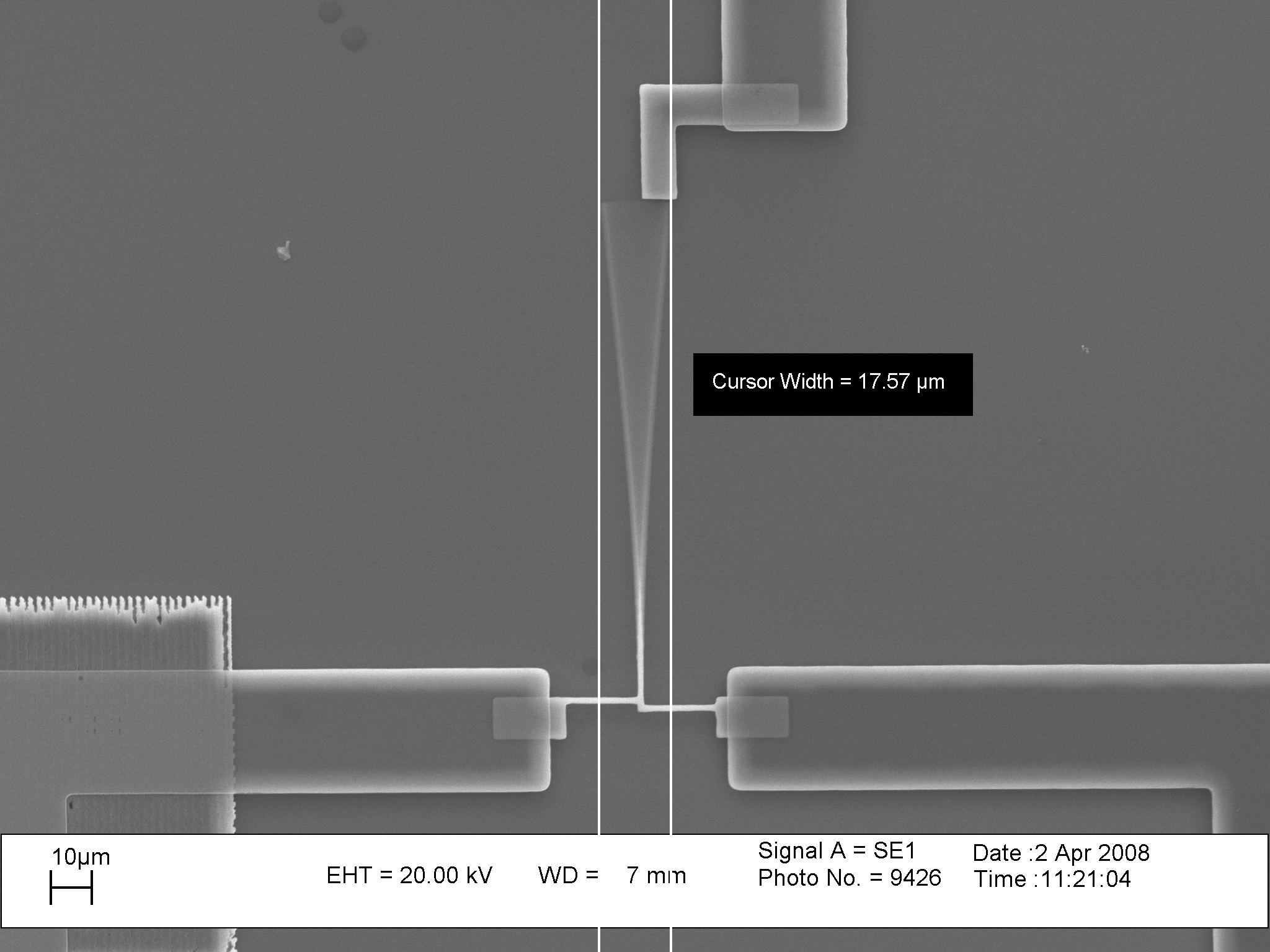
Fig.1 Exemple de dispositiu MEMS : oscil·lador mecànic

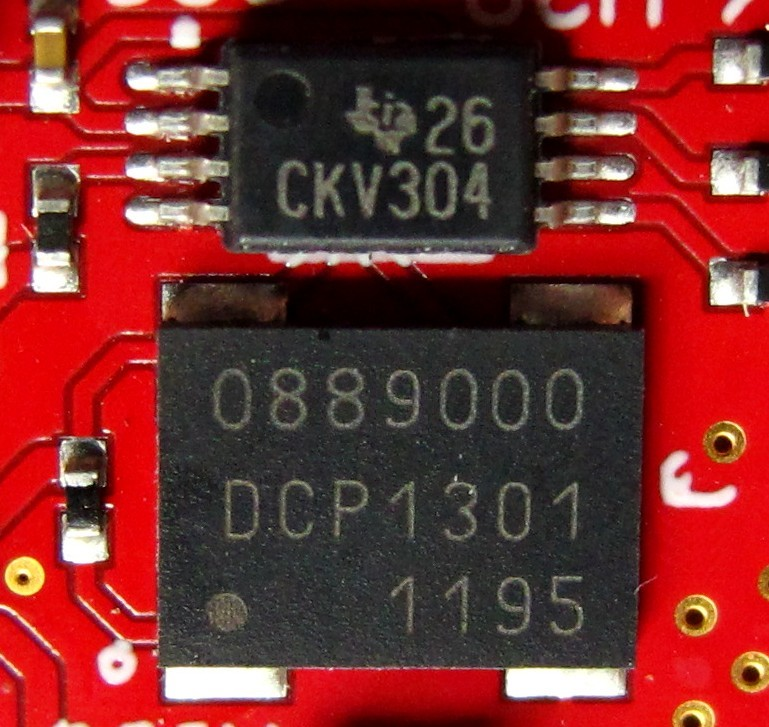
Xip d'oscil·lador MEMS amb una freqüència de sortida de 88,9 MHz en un paquet de plàstic de 7 mm × 5 mm en una placa de circuit imprès. A sobre hi ha un xip per a la distribució del rellotge.

Oscil·ladors de sistemes microelectromecànics (oscil·ladors MEMS) Dispositius que generen freqüències de referència altament estables (utilitzats per seqüenciar sistemes electrònics, gestionar la transferència de dades, definir radiofreqüències i mesurar el temps transcorregut) per mesurar el temps. Les tecnologies bàsiques utilitzades en els oscil·ladors MEMS s'han desenvolupat des de mitjans dels anys 60, però només han estat prou avançades per a aplicacions comercials des del 2006. Els oscil·ladors MEMS incorporen ressonadors MEMS, que són estructures microelectromecàniques que defineixen freqüències estables. Els generadors de rellotges MEMS són dispositius de temporització MEMS amb múltiples sortides per a sistemes que necessiten més d'una freqüència de referència única. Els oscil·ladors MEMS són una alternativa vàlida als oscil·ladors de cristall de quars més antics i més establerts, oferint una millor resistència a vibracions i xocs mecànics i fiabilitat respecte a la variació de temperatura.
Per convenció, el terme oscil·ladors normalment denota circuits integrats (CI) que subministren freqüències de sortida individuals. Els oscil·ladors MEMS inclouen ressonadors MEMS, amplificadors de suport i electrònica addicional per configurar o ajustar les seves freqüències de sortida. Aquests circuits solen incloure bucles de bloqueig de fase (PLL) que produeixen freqüències de sortida seleccionables o programables a partir de les freqüències de referència MEMS aigües amunt.
Els oscil·ladors MEMS estan disponibles habitualment com a circuits integrats de 4 o 6 pins que s'ajusten a les petjades de soldadura de plaques de circuit imprès (PCB) estandarditzades prèviament per als oscil·ladors de cristall de quars.
S'ha invertit un esforç important en silici-germani (SiGe) per a la seva fabricació a baixa temperatura i nitrur d'alumini (AlN) per a la seva transducció piezoelèctrica. El treball en quars micromecanitzat continua, mentre que el diamant policristalí s'ha utilitzat per a ressonadors d'alta freqüència per la seva excepcional relació rigidesa-massa.
Fabricants com Discera el 2001, SiTime el 2004, Silicon Clocks el 2006 i Harmonic Devices el 2006.